# Џо (Едо период)
Џо (承応), позната и као Шо је јапанска ера (ненко) која је настала после Кеиан и пре Меиреки ере. Временски је трајала од септембра 1652. до априла 1655. године и припадала је Едо периоду. Владајући цареви били су Го Комјо и Го Саи. Нова ера је донета како би се обележила смрт трећег шогуна Токугаве Ијемицуа. Ново име, Џо, што би у преводу значило "добијати одговоре" састоји се из карактера пасуса преузетог из књиге династије Ђин. Она гласи (грубо преведено): "Династија Сја и Шанг прате своје судбине, па и кућа Џоу када је за то дошло време." (夏商承運、周氏応期)

## Важнији догађаји Џо ере
- 3. октобар 1653. (Џо 2, дванаести дан осмог месеца): Велики пожар уништио је већи део царске палате и неколико оближњих храмова. Убрзо након тога ухапшено је неколико девојчица од 12-14 година које су оптужене да су изазвале пожар у Кјоту.[3]
- 18. август 1654. (Џо 3, шести дан седмог месеца): Познати свештеник Инген стиже из Кине у Нагасаки. Његове намере су да реформише практиковање будизма у Јапану.[3]
- 30. октобар 1654. (Џо 3, двадесети дан деветог месеца): Цар Го Комјо умире од малих богиња.[4]
- 1654. (Џо 3, петнаести дан десетог месеца): Сахрана цара Го Комјоа у храму Сенјоџи.[4]

## Сакоку (鎖国)
У Џо ери Јапан је званично ушао у политику изолације (названу још и сакоку) коју успоставља Токугава шогунат. Реч “сакоку” на јапанском значи „затворена земља“ а овај принцип успостављен је и раније 1639. године. Са овом политиком на снази скора сва трговина са страним земљама се забрањује са званичним изузетком Кине и Холандије и незваничним изузетком Кореје и Рјукју острва. Излазак и одлазак из земље је строго надзирала влада. Ниједном становнику није било дозвољено да изађе из земље јер је казна за то била смрт. Нажалост то је важило и за стране грађане па ако би на обале Јапана дошао бродоломник, војска је имала дозволу да га на лицу места усмрти. Целом земљом је управљао Токугава шогунат који, из страха да би Јапан могао бити окупиран (поготово после побуне хришћана) затвара државу за све стране утицаје. Ова забрана је званично скинута тек после завршетка Едо периода (1603—1868) и њене границе су поново отворене 1868. године.
Ипак упркос изолацији за многе Јапанце је Едо период био време просперитета и мира јер за све то време Јапан није ратовао и тако затворен развијао се сам за себе. Држава је постала и политички и економски стабилнија. Људи су производили храну, имали су довољно за своје потребе, у градовима су се отварале трговине а све се одржавало редовним порезом. Са доласком мира, ратничка класа више није била толико потребна али су у склопу владе добијали специјалне привилегије. По друштвеној хијерархији, цар је био на врху, самураји испод њих (који су у миру имали функцију полиције и одржавање мира на улицама градова), земљорадници испод и трговци скроз на дну. Као што је већ раније одређено самураји су били једина класа којој је био дозвољено да у јавноси носи оружје (најчешће мач – катану).